# Korthoornkameleon
De korthoornkameleon of korthoornige kameleon (Calumma brevicorne) is een boombewonende hagedis uit de familie kameleons (Chamaeleonidae).

## Naam en indeling
De wetenschappelijke naam van de soort werd voor het eerst voorgesteld door Albert Gotthilf Günther in 1879. Oorspronkelijk werd de wetenschappelijke naam Chamaeleon brevicornis gebruikt. De soort behoorde lange tijd tot het geslacht Chamaeleo, waardoor de verouderde wetenschappelijke naam in de literatuur wordt gebruikt.
De soortaanduiding brevicorne betekent vrij vertaald 'korthoornig'; brevis = kort en cornu = hoorn.

### Ondersoorten
De soort wordt verdeeld in twee ondersoorten die onderstaand zijn weergegeven, met de auteur en het verspreidingsgebied.
Het geslacht omvat de volgende soorten die onderstaand zijn weergegeven, met de auteur en het verspreidingsgebied.
| Naam                          | Auteur                  | Verspreidingsgebied                 |
| ----------------------------- | ----------------------- | ----------------------------------- |
| Calumma brevicorne            | Günther, 1879           | De rest van het verspreidingsgebied |
| Calumma brevicorne tsarafidyi | Brygoo & Domergue, 1970 | Madagaskar (Toliara)                |

## Uiterlijke kenmerken
Deze kameleon is van andere soorten te onderscheiden door de grote oorkwabben met sterk vergrote schubben en de kleine puntneus-achtige hoorn vooraan de kop, echter alleen bij de mannetjes. Mannetjes worden maximaal 35 centimeter, vrouwtjes blijven iets kleiner. Het mannetje wordt iets forser en heeft een relatief grotere kop en dikkere staart. De flank heeft meestal een lichte streep, maar deze is niet altijd te zien.
Zoals veel kameleons heeft ook deze soort de typische grijpstaart, onafhankelijk bewegende ogen en de 'schietende' tong om prooien te vangen. De kleur is bij deze hagedis zeer veranderlijk, meestal groen tot bruin of grijs. Zowel vlekken- als strepenpatronen komen voor. Omdat deze soort alleen in het noorden en oosten van Madagaskar voorkomt, zijn in het wild gevangen exemplaren niet moeilijk te onderscheiden van de meeste andere soorten kameleons.

## Levenswijze
Het voedsel bestaat uit insecten en andere kleine ongewervelden. Er is niet veel bekend over de voortplanting van deze soort. De vrouwtjes graven kleine holletjes in de grond om deze af te zetten. Waarschijnlijk duurt het 40 dagen na de paring tot de eieren afgezet worden.

## Verspreiding en habitat

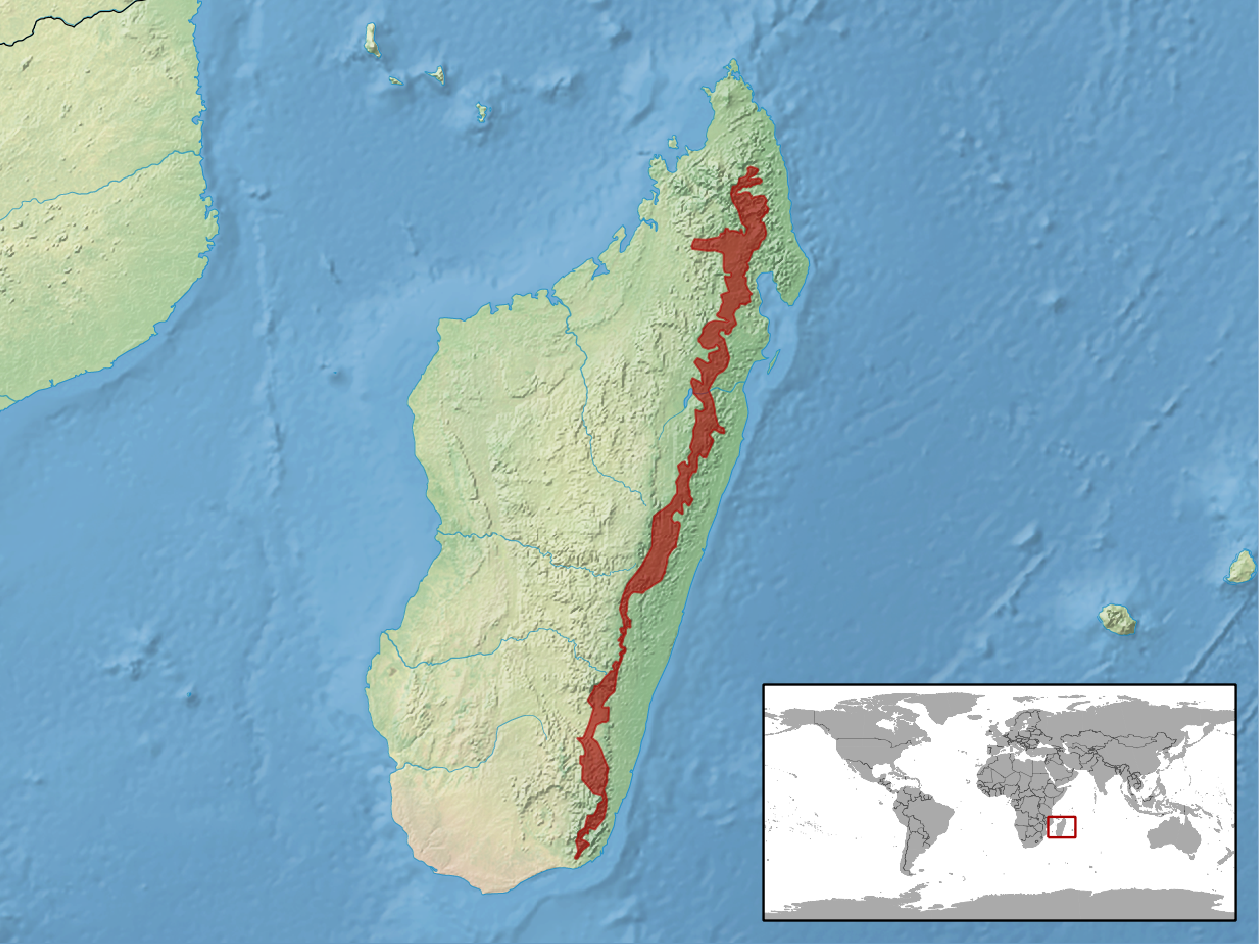
Leefgebied

De habitat bestaat uit tropische en subtropische bossen. Ook in door de mens aangetaste bossen is de soort te vinden en ook in plantages komt de kameleon voor. De soort is aangetroffen op een hoogte van ongeveer 810 tot duizend meter boven zeeniveau. De korthoornkameleon leeft in struiken, hagen of bomen op niet al te grote hoogte.

## Beschermingsstatus
Door de internationale natuurbeschermingsorganisatie IUCN is de beschermingsstatus 'veilig' toegewezen (Least Concern of LC).